# Susan Sullivan

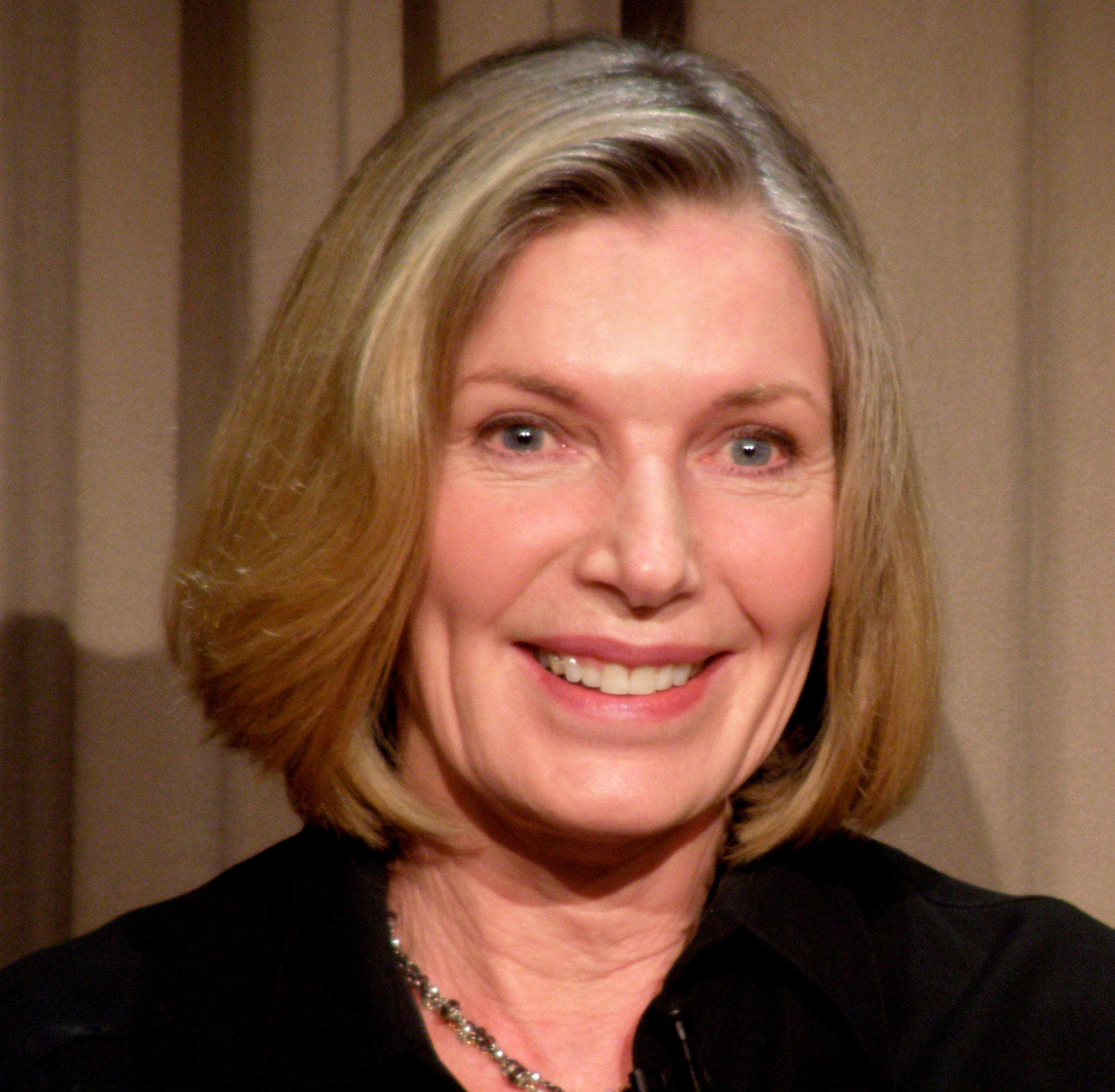
Susan Sullivan (2010)

Susan Michaela Sullivan (* 18. November 1942 in New York City, New York) ist eine US-amerikanische Schauspielerin, die durch Fernsehserien wie Falcon Crest und Dharma & Greg bekannt wurde.

## Karriere
Sullivan begann ihre Karriere zunächst am Repertoire-Theater in Washington, D.C., bevor sie am Broadway zusammen mit Dustin Hoffman im Theaterstück Jimmy Shine auf der Bühne stand. 1964 erhielt sie ihre erste, kleine Fernsehrolle; in den Folgejahren spielte sie unter anderem in Serien wie Petrocelli, Kojak – Einsatz in Manhattan und Reich und Arm mit. 1977 folgte die Rolle der Dr. Julie Farr in der Fernsehserie Having Babies, die ihr die erste Emmy-Nominierung in der Kategorie Outstanding Lead Actress in a Drama Series einbrachte.
Ihren Durchbruch hatte sie 1981 als Maggie Gioberti-Channing in der Fernsehserie Falcon Crest. Diese Rolle spielte sie von 1981 bis 1989 und war dafür dreimal für einen Soap Opera Digest Award nominiert. Als Kitty Montgomery, die snobistische Mutter von Greg Montgomery, wirkte sie von 1997 bis 2002 in der Sitcom Dharma & Greg mit und war dafür 1999 für einen Golden Globe in der Kategorie Best Performance by an Actress in a Supporting Role in a Series, Mini-Series or Motion Picture nominiert. Von 2009 bis 2016 spielte sie in der Krimiserie Castle Martha Rodgers, die Mutter der von Nathan Fillion verkörperten Hauptfigur, des Krimiautors Richard Castle.

## Privatleben
Sullivan war zweimal verheiratet und wurde zweimal geschieden; sie hat zwei Söhne. Sie lebt seit mehr als 15 Jahren mit dem Autor und Psychologen Connell Cowan zusammen und hat eine Schwester und einen Bruder.

## Filmografie (Auswahl)
- 1975: Petrocelli (Fernsehserie, 1 Folge)
- 1976–1977: Kojak – Einsatz in Manhattan (Kojak, Fernsehserie, 2 Folgen, verschiedene Rollen)
- 1976–1978: Barnaby Jones (Fernsehserie)
- 1977: Der unglaubliche Hulk (The Incredible Hulk, Fernsehfilm)
- 1978: Der unglaubliche Hulk (The Incredible Hulk, Fernsehserie, Folge 1x01)
- 1981–1989: Falcon Crest (Fernsehserie)
- 1994: The George Carlin Show
- 1997: Die Hochzeit meines besten Freundes (My Best Friend’s Wedding)
- 1997–2002: Dharma & Greg (Fernsehserie)
- 2001–2005: Die Liga der Gerechten (Justice League, Zeichentrick)
- 2003: Dead Like Me – So gut wie tot (Dead Like Me, Fernsehserie, Folge 1x10)
- 2004: Die himmlische Joan (Joan of Arcadia, Fernsehserie, Folge 1x22)
- 2004: The Drew Carey Show
- 2005: Für alle Fälle Amy (Judging Amy, Fernsehserie, 2 Folgen)
- 2005–2006: Hope and Faith (Hope & Faith, Fernsehserie, 4 Folgen)
- 2006: Two and a Half Men (Fernsehserie, Folge 4x11)
- 2006: Brothers & Sisters (Fernsehserie, Folge 1x19) als Miranda Jones
- 2006–2007: The Nine – Die Geiseln (The Nine, Fernsehserie, 7 Folgen)
- 2009–2016: Castle (Fernsehserie, 146 Folgen)
- 2018–2020: Last Man Standing (Fernsehserie, 5 Folgen)
- 2018–2021: The Kominsky Method (Fernsehserie)